# 王誼
王誼（おう ぎ、王谊、ワン・イ、1960年10月18日 - ）は、中国の囲碁棋士。北京市出身、中国囲棋協会に所属、五段。
16歳で囲碁を学び、20歳の時に集中訓練隊入り。1982年専門棋士四段に認定。1987年五段。
中国囲棋協会秘書長、中国棋院国際部（外事部）部長、囲棋部部長、国家体育総局棋牌センター囲棋部部長などを歴任する。
1995年に中国囲棋協会から文化活動の研修生として日本に半年間派遣され、『棋道』誌（2-7月号）に「日本の碁・中国の碁」連載。日本語に堪能で、国際交流での通訳も務める。